# 120 mm armata wz. 1878/09/31
Armata wz. 1878/09/31 i bardzo blisko spokrewniona Armata wz. 1878/10/31 – polska armata polowa powstała z połączenia lufy francuskiej armaty 120 mm mle 1878 z łożami rosyjskich haubic 152 mm wz. 1909 i wz. 1910. Ta dosyć dziwna kombinacja okazała się całkiem dobrym działem, choć nie mogła być uznana za konstrukcję nowoczesną. Broń wprowadzono do służby w 1934 roku. W momencie wybuchu wojny Wojsko Polskie miało 32 działa wz. 1878/09/31 i 6 wz. 1878/10/31. Działa były na stanie 46 i 47 dywizjonu artylerii ciężkiej i zmotoryzowanego 6 dywizjonu artylerii ciężkiej z 1 pułku artylerii motorowej w Stryju.
Jednostka ognia (JO): 40 nabojów, w tym z granatem wydłużonym 20, z granatem stalowym 20, ład.miotaj. 40, zapalniki 45. Masa 1 JO: 1044 kg.
24 działa zdobyte przez Niemców w 1939 roku zostały zakupione przez Finlandię i dotarły tam na jesieni 1940 roku. Były użyte w wojnie kontynuacyjnej w latach 1941–1944, następnie pozostały w rezerwie gotowe do użytku aż do późnych lat 60. XX wieku. Działa miały fińskie oznaczenie 120 K/78-31 i cieszyły się dobrą opinią.

## Galeria

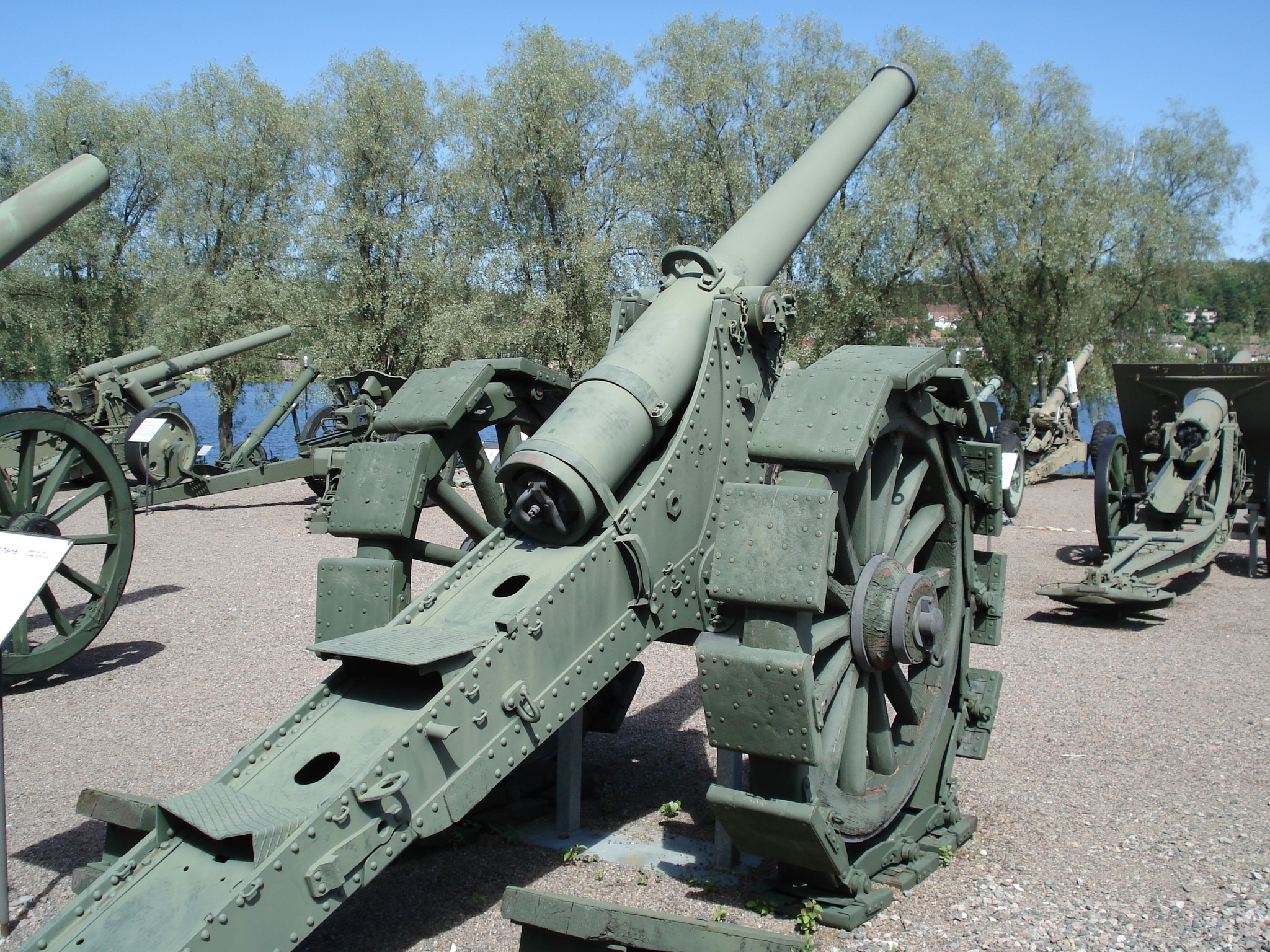
Źródło lufy – francuskie działo 120 mm wz. 1878
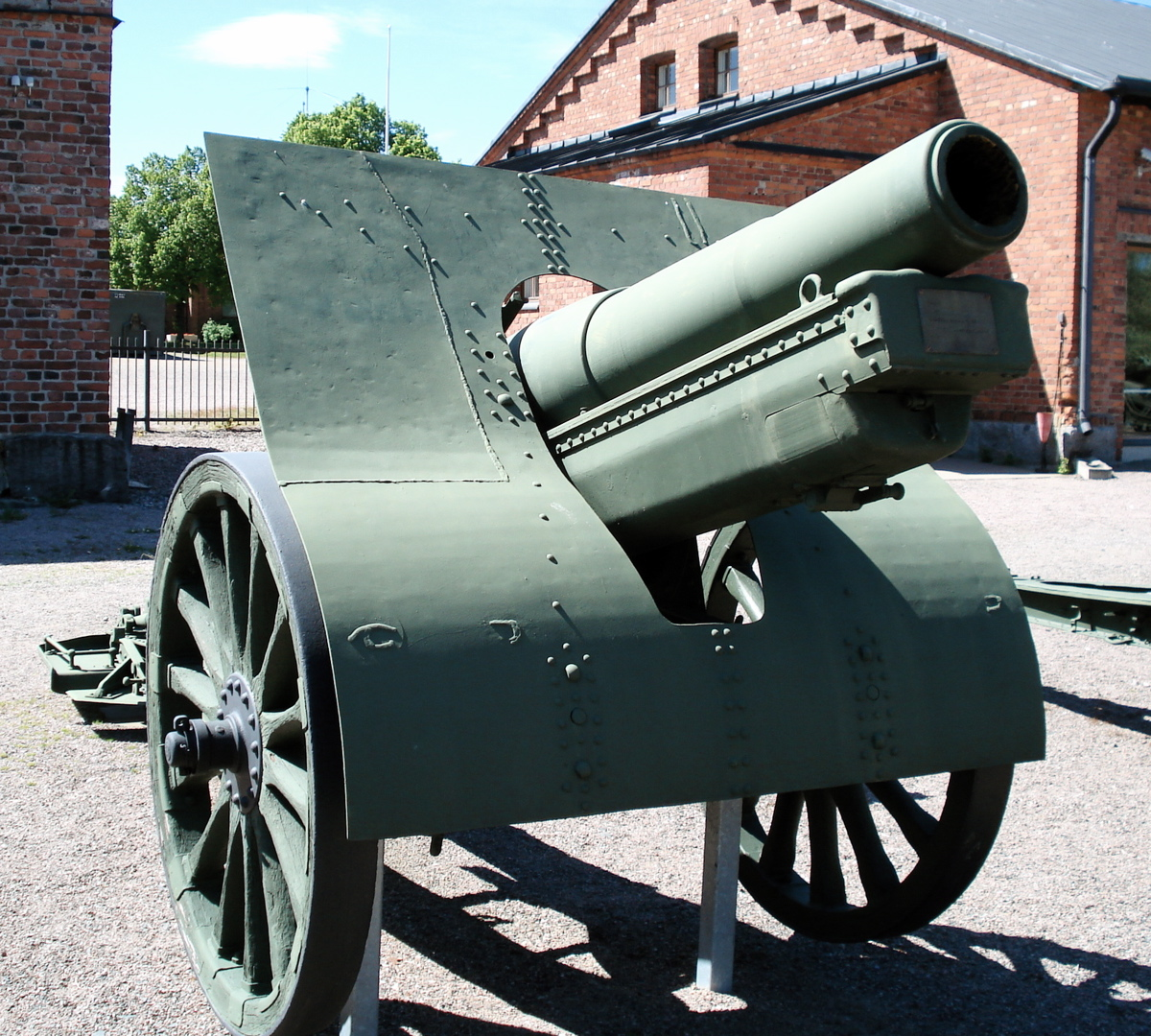
Źródło łoża – rosyjska haubica 152 mm wz. 1909
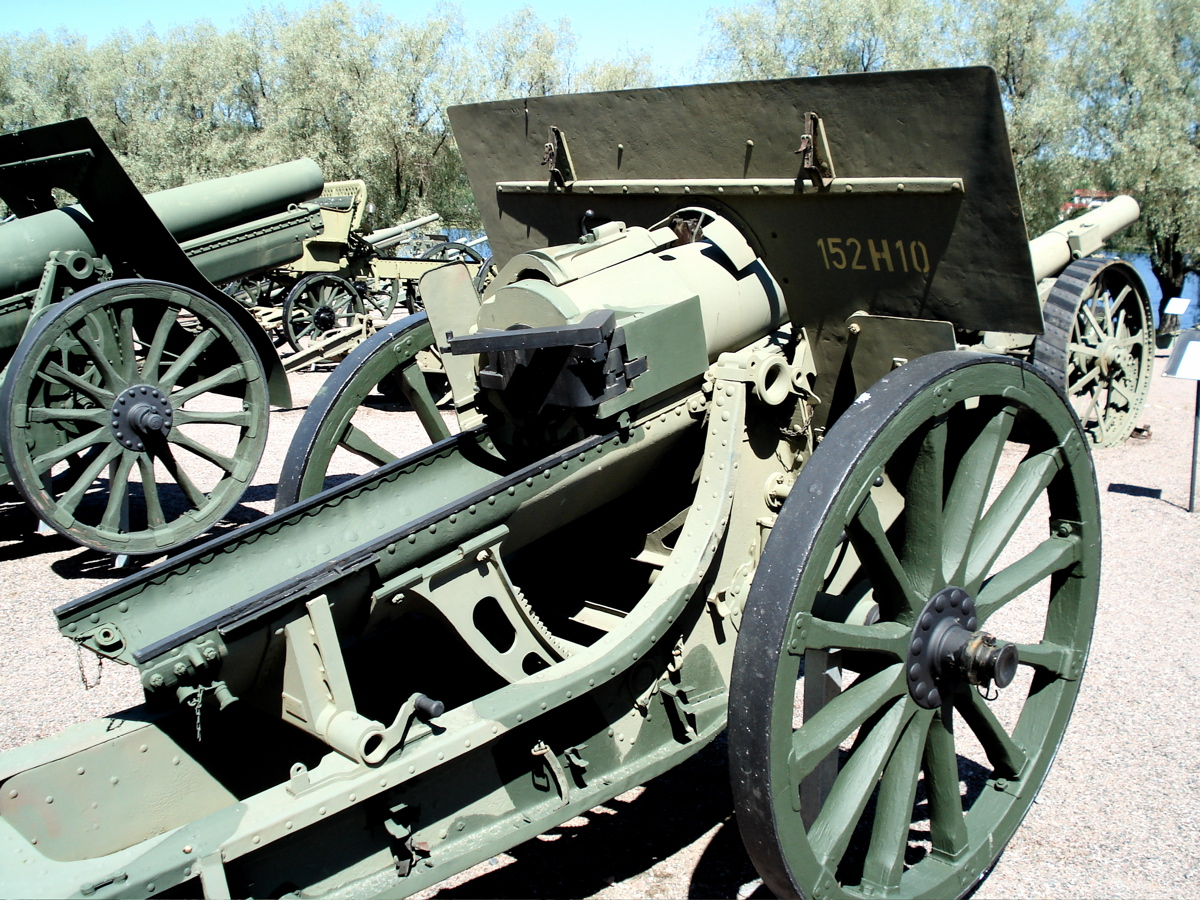
Źródło łoża – rosyjska haubica 152 mm wz. 1910
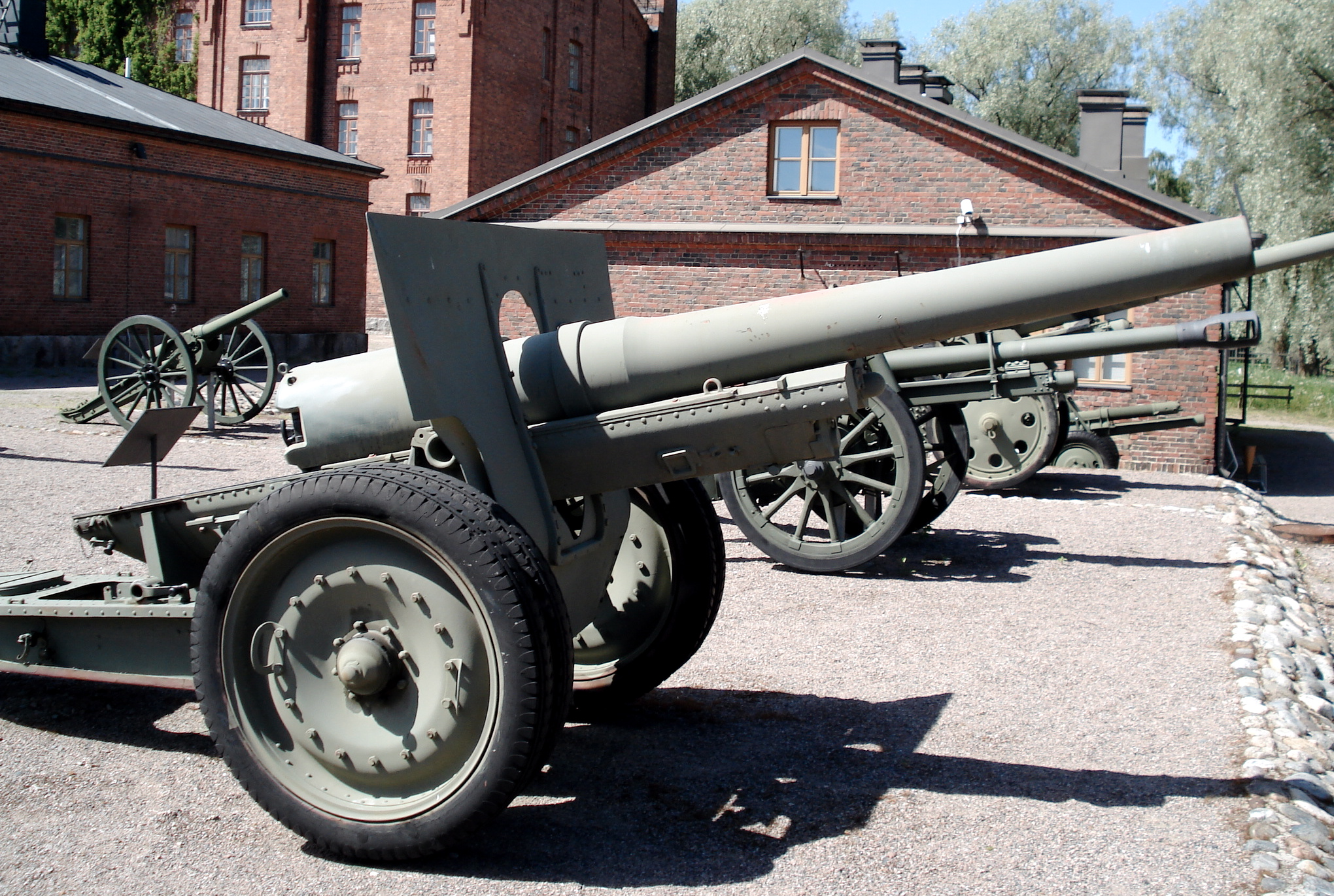
Armata wz. 1878/10/31 zmodernizowana przez Finów w Muzeum Artylerii Finlandii w Hämeenlinna